# Turmhügel Gutser Schloss
Der Turmhügel Gutser Schloss ist eine abgegangene mittelalterliche Höhenburg vom Typus einer Turmhügelburg (Motte) an einer Bergkante in der Forstabteilung Kesselberg. Er liegt über dem Tal der Schwarzach sowie einem kleinen Nebenbach, rund 870 Meter südlich von Jettenhofen in der oberpfälzischen Gemeinde Freystadt in Bayern, Deutschland.
Über diese Burg gibt es nur wenige Informationen. Sie war wohl der Sitz des Lauterbacher Ortsadels oder die Vorgängeranlage des nur einen Kilometer südlich gelegenen Schlosses von Viehhausen. Erhalten hat sich von der Anlage nur ein mächtiger pyramidenstumpfförmiger Turmhügel, die Stelle ist als Bodendenkmal Nummer D-3-6834-0084: „Mittelalterlicher Turmhügel Gutser Schloß“ geschützt.

## Geschichte
Die in Sichtweite der Burg Jettenhofen sowie der Burg Burggriesbach gelegene Turmhügelburg war wohl die Stammburg des mit Heinrich von Lauterbach 1274 erstmals genannten Geschlechtes. Er war in diesem Jahr der Besitzer der Anlage, die 1586 an den Eichstätter Fürstbischof Martin von Schaumberg verkauft wurde. Wann die Burg abgegangen ist, ist unbekannt, Anfang des 19. Jahrhunderts schrieb man über sie: „Gutser Schloß, ehedem ein Schloß auf dem Keßlberge… von welchen man nur noch die Überbleibseln einiger Mauern und Anlagen von Gärten sieht…“.
Woher der Name Gutser Schloss stammt, ist ebenfalls nicht bekannt. Rädle vermutet, da er die Turmhügelburg als Vorgängeranlage des Schlosses von Viehhausen ansieht, das 1446 unter anderem Götz von Wolfstein gehörte, dass der Name auf diesen Götz zurückgehen und „Götzen Schloss“ bedeuten könnte.

## Beschreibung
Der Burgstall liegt in etwa 490 m ü. NN Höhe unmittelbar am Rande einer Hochfläche, die mit einem steil geböschten Hang nach Norden rund 120 Höhenmeter abfällt. Der mehrere Meter hohe Turmhügel hat die Form eines Pyramidenstumpfes, dessen Oberfläche neun mal neun Meter misst. Die Ostseite dieses Hügels ist durch einen Steinbruch angeschnitten worden. An dieser Seite ist auch ein Grabenstück zu sehen, das aber auch durch den Steinbruch entstanden sein könnte. Die Südseite der Burgstelle, an die sich die Hochfläche anschließt, weist keinen Graben als Annäherungshindernis auf, nur eine flache Senke grenzte die Anlage von der Hochfläche ab. Es sind keine Fundament- oder sonstige Baureste erhalten. Die Stelle ist heute stark mit Buschwerk überwachsen, so dass ein Überblick schwerfällt.